# Virtus Basket Ariano Irpino
L'Associazione Sportiva Dilettantistica Virtus Basket Ariano Irpino è la principale società di pallacanestro di Ariano Irpino, in provincia di Avellino.
La squadra femminile gioca al Palasport di Ariano Irpino e disputa il campionato di Serie B. I suoi colori sociali sono il rosso e il blu e la sua mascotte è la leonessa.

## Storia
Fondata nei primi anni '70 ha disputato parecchie stagioni nei campionati dilettantistici per poi approdare nel 2012 in Serie A2. Ha vinto per tre stagioni consecutive la Coppa di Lega organizzata in Campania per le società di Serie B regionale.
Nel 2011-2012 ha vinto il doppio spareggio contro Costa Masnaga ed è stata promossa in Serie A2.
Alla prima stagione la compagine si qualifica per i play-off ed esce in semifinale contro Battipaglia (dopo aver battuto La Spezia nei quarti).
Al secondo tentativo, nel 2013/14, centra nuovamente i play off, dopo aver superato anche poule promozione, perdendo ancora in semifinale e ancora contro Battipaglia.

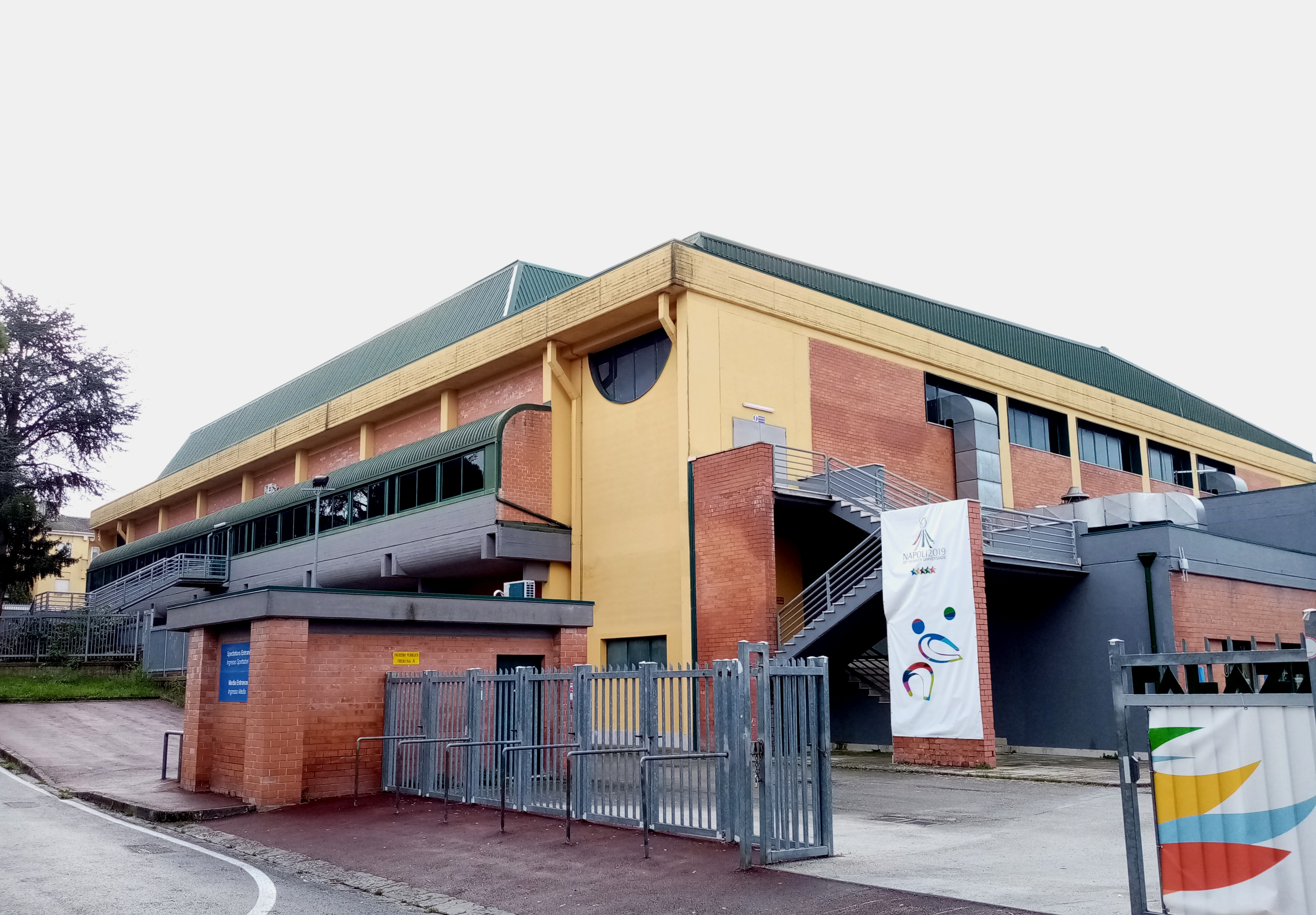
Il palasport di Ariano Irpino; la struttura nel 2019 ha ospitato anche taluni eventi della XXX Universiade.

Nella stagione 2014/15 fa ancora meglio riuscendo a superare ancora la poule promozione e ad accedere ancora ai play off (stavolta articolati in un'unica fase). Ma ancora una volta viene sconfitta, stavolta da Torino.
Nonostante i primi ridimensionamenti di organico, dovuti alla carenza di risorse economiche, nella stagione successiva 2015/16 riesce ancora a qualificarsi alla post-season, riuscendo però a raggiungere i soli quarti di finale play off, essendo eliminata dalla squadra di La Spezia. A fine stagione, pur non essendo retrocessa sul campo, la squadra arianese è costretta a rinunciare all'iscrizione in A2, ripartendo dal campionato di Serie B regionale. Vincente al termine della stagione 2018/19, è promossa nuovamente in A2. Nel 2020, a seguito della crisi pandemica causata dal virus COVID-19, la società non si iscrive al campionato 2020/21.

## Nomi utilizzati
- 2010/2011: Aloha Ariano Irpino
- dal 2011/2012 al 2013/2014: Gruppo LPA Ariano Irpino
- 2014/2015: MCS Ariano Irpino
- 2015/2016: Le Farine Magiche Ariano Irpino
- 2016/2017: Centro Medico Athena Ariano Irpino
- 2018-2020: Farmacia del Tricolle Ariano Irpino
- Dal 2020/21: Ferraro Group Ariano Irpino

## Cronistoria
| Cronistoria della Virtus Basket Ariano Irpino |
| --- |
| - 2008-09 · in Serie B Campania, vince la Coppa di Lega campana. - 2009-10 · in Serie B Campania, vince la Coppa di Lega campana. - 2010-11 · Aloha Ariano in Serie B Campania, vince la Coppa di Lega campana. - 2011-12 · Gruppo LPA Ariano1ª nel Girone M di Serie B Campania, 1ª nel Concentramento Promozione 6, vince lo spareggio, promossa in Serie A2. - 2012-13 · Gruppo LPA Ariano, 9ª nel Girone Sud di Serie A2, eliminata in semifinale play-off. - 2013-14 · Gruppo LPA Ariano, 3ª nel Girone B - Conference Centro-Sud di Serie A2, 4º nel girone B della poule promozione, eliminata in semifinale play-off. - 2014-15 · MCS Hydraulics Ariano, 3ª nel Girone C di Serie A2, 1º nel girone E della poule promozione, sconfitta in finale play off. - 2015-16 · Le Farine Magiche Ariano, 8ª nel Girone B di Serie A2, eliminata ai quarti dei play off. Non si iscrive al campionato e riparte dalla Serie B. - 2016-17 · Centro Medico Athena Ariano, 7ª nel girone unico di Serie B Campania. - 2017-18 · Virtus Basket Ariano Irpino, 8ª nel girone unico di Serie B Campania. - 2018-19 · Farmacia del Tricolle Ariano, 1ª nel girone unico di Serie B Campania, promossa in Serie A2. - 2019-20 · Farmacia del Tricolle Ariano nel Girone B di Serie A2. - 2020-2021 · non si iscrive alla Serie A2. - 2021-2022 · riparte come Virtus Basket Ariano Irpino. 4ª in Serie B Campania, secondo turno play-off. - 2022-2023 · semifinalista nazionale play-off di Serie B. - 2023-2024 · secondo turno nazionale play-off di Serie B. - 2024-2025 · in Serie B. |